# Břevnice
Břevnice (en allemand : Bschewnitz) est une commune du district de Havlíčkův Brod, dans la région de Vysočina, en République tchèque. Sa population s'élevait à 151 habitants en 2020.

## Géographie
Břevnice se trouve à 4 km au nord-est de Havlíčkův Brod, à 26 km à l'ouest-sud-ouest de Jihlava à 98 km au sud-est de Prague.
La commune est limitée par Dolní Krupá au nord, par Kojetín à l'est, par Kyjov au sud-est, par Havlíčkův Brod au sud-ouest et par Knyk à l'ouest.

## Histoire
La première mention écrite de la localité date de 1351.